# Lützendorf (Weimar)
Lützendorf ist ein Wohngebiet im Norden der Stadt Weimar in Thüringen.

## Lage
Das als Wüstung Lützendorf überlieferte Dorf befindet sich nordwestlich der Stadtmitte am Stadtrand und am auslaufenden Südhang des Ettersberges. Der Stadtteil Nord wird auch als Lützendorf bezeichnet und wird von den Bundesstraßen 85/7 tangiert.

## Geschichte

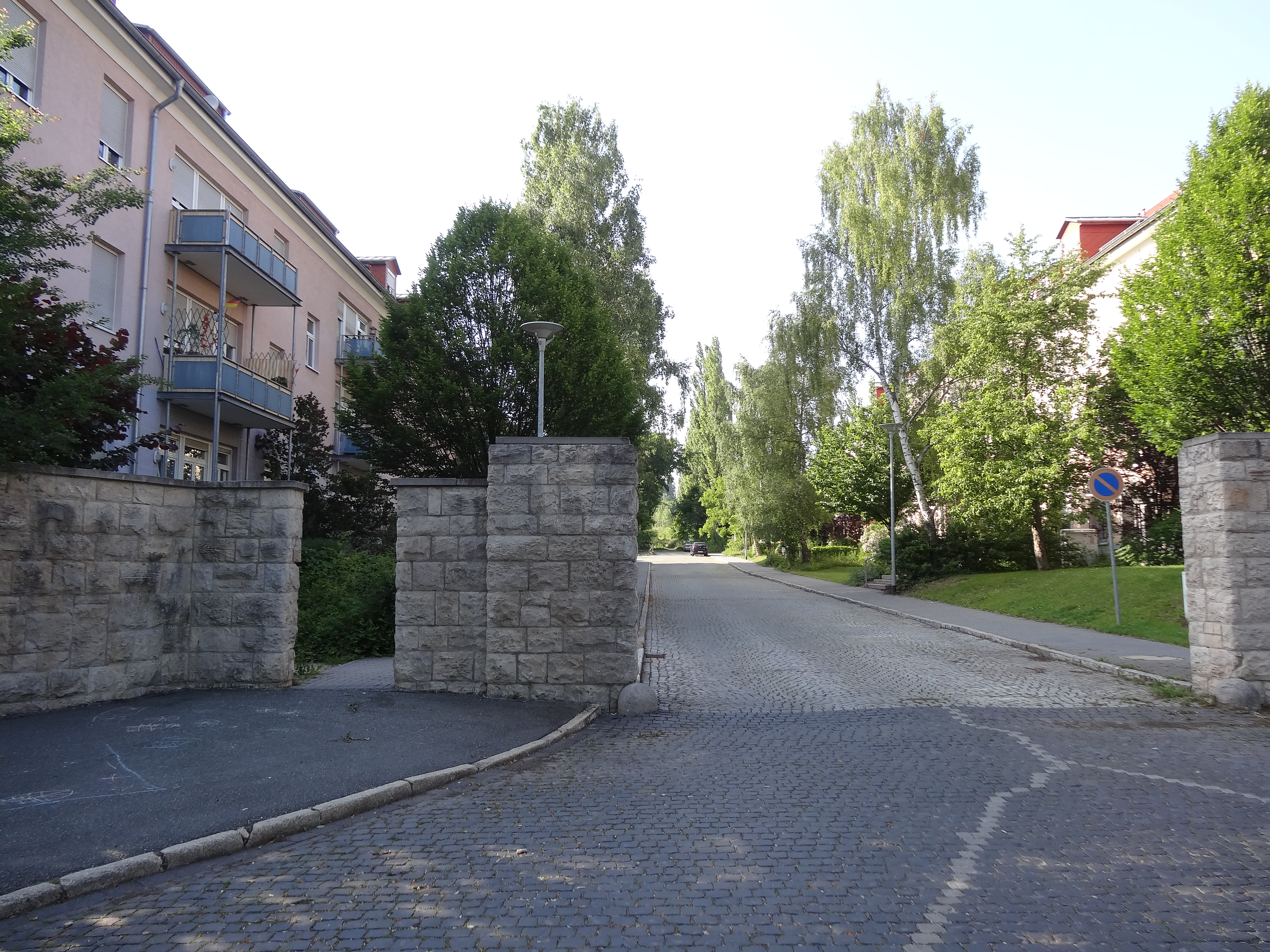
Sanierte Kaserne

Am 3. März 1295 wurde Lützendorf erstmals urkundlich genannt. Im Bruderkrieg zwischen 1448 und 1451 wurde der Ort völlig zerstört bis auf eine Kapelle, die erst 1530 abgerissen wurde. Lützendorf bildete mit Wallendorf, wo noch der Heimrichstisch steht, und Kleinroda eine Flurgenossenschaft, die sich 1877 auflöste. Ein Flurstück heißt seit 1736 Habichtsfang.
Zur NS-Zeit wurden auf dem Gebiet die Lützendorf-Kasernen errichtet. Nach dem Ende des Zweiten Weltkrieges wurden die Kasernen wenige Wochen von der US Army und für viele weitere Jahre von der Sowjetarmee genutzt. Seit 1990 wurde ein Teil der Kasernengebäude saniert und einer zivilen Nutzung zugeführt. Seitdem entwickelt sich Lützendorf als Teil der Weimarer Nordstadt. Es gibt Geschäfte, Banken und Sparkassen, Hotels und Eigentumswohnungen. Das Kammergut Lützendorf hat früher der Versorgung gedient und stand dann lange Zeit leer. Jetzt hat sich ein Bauherr gefunden. In Lützendorf nördlich des ehemaligen Kammergutes entspringt der Lützendorfer Graben.